# 長谷川信哉
長谷川 信哉（はせがわ しんや、2002年5月17日 - ）は、京都府京都市出身のプロ野球選手（外野手、内野手）。右投右打。埼玉西武ライオンズ所属。

## 経歴

### プロ入り前
小学生時代は御所南クラブでプレーした。
2020年10月26日に行われたドラフト会議では、埼玉西武ライオンズから育成選手ドラフト2位指名を受け、11月14日に支度金350万円・年俸280万円で入団に合意した（金額は推定）。ドラフト時は外野手での指名であったが内野手として登録された。背番号は122。

### 西武時代
2021年は、イースタン・リーグで二塁・三塁・遊撃・中堅・右翼と、複数のポジションを守り、前半戦までで打率.220、11打点、6盗塁を記録。新型コロナウイルスワクチン接種の副反応で欠場者が複数出たチーム事情もあり、育成選手ながらエキシビションマッチ最後のカードとなる対中日ドラゴンズ3連戦では一軍に帯同。8月8日の初戦では守備から途中出場すると、第1打席でライデル・マルティネスからソロ本塁打を記録した。
2022年は、SNSの不適切使用により3月から謹慎処分が下されていたことが4月に判明した（2日に解かれて復帰）。当初は「SNSのアカウントが何者かに乗っ取られた」と釈明していたが、球団から「警察に被害届を出す」と言われ、自発的であったことを認めたという。シーズンでは、7月1日までにファームで31試合に出場し、打率.319、4本塁打、19打点の成績を残し、7月2日に支配下登録された。背番号は63。7月2日中に一軍に昇格すると、その日の福岡ソフトバンクホークス戦（ベルーナドーム）で、「9番・中堅手」として初出場初先発出場。7月9日の東北楽天ゴールデンイーグルス戦（楽天生命パーク宮城）では、5回表に辛島航からプロ初安打、直後にプロ初盗塁を記録した。さらに8回表には鈴木翔天から決勝打となる右前適時打を記録し、プロ初打点を挙げた。
2023年は、5月16日の対北海道日本ハムファイターズ戦（エスコンフィールドHOKKAIDO）で1点を追う9回二死無走者の打席で田中正義からプロ初の本塁打となる同点本塁打を記録した。同月30日に倦怠感と腹痛のため、「特例2023」で出場選手登録を抹消。6月2日に出場選手登録されると、同月7日の対中日戦（ベルーナドーム）では7回無死から川越誠司の代走で途中出場し、1-1の同点で迎えた9回一死無走者の打席で祖父江大輔からプロ初のサヨナラ本塁打を記録した。11月28日には430万円増の推定年俸1100万円で契約を更改した。
2024年からは、守備位置の登録が内野手から外野手に変更された。シーズンでは自身最多の72試合（うち、先発出場は56試合）に出場したが、打率.183、2本塁打、8打点と低迷した。オフに400万円増の推定年俸1500万円で契約を更改した。
2025年は開幕を一軍で迎えた。5月19日に、過去に違法なオンラインカジノを利用していたとして、埼玉県警察により他4名と共に書類送検されたことが判明した。
しかし、既に自主申告を済ませ、制裁金の支払いも完了していることから、新たに処分を受けることもなく同日の試合に先発出場した。6月28日の日本ハム戦で決勝打を放ち、お立ち台に上がった際には「まずは皆さまにご迷惑とご心配をおかけしたことをお詫び致します」とこの件について謝罪した。7月24日、さいたま地方検察庁は長谷川ら選手4人と男性職員1人をいずれも不起訴とした。

## 選手としての特徴・人物
類まれな身体能力の持ち主で、走攻守に高い潜在能力を秘める。
走塁では、50m走のタイム5秒8を記録した俊足を持つ。打撃ではパンチ力と勝負強さが魅力で、宮崎敏郎のフォームを参考にしている。守備では、強肩と内・外野複数ポジションを守れるユーティリティー性が武器。
愛称は「ハセシン」。
趣味はゴルフで、プロ入り後に先輩の愛斗から誘われたのがきっかけだという。

## 詳細情報

### 年度別打撃成績
| 年 度     | 球 団     | 試 合 | 打 席 | 打 数 | 得 点 | 安 打 | 二 塁 打 | 三 塁 打 | 本 塁 打 | 塁 打 | 打 点 | 盗 塁 | 盗 塁 死 | 犠 打 | 犠 飛 | 四 球 | 敬 遠 | 死 球 | 三 振 | 併 殺 打 | 打 率 | 出 塁 率 | 長 打 率 | O P S |
| --------- | --------- | ----- | ----- | ----- | ----- | ----- | -------- | -------- | -------- | ----- | ----- | ----- | -------- | ----- | ----- | ----- | ----- | ----- | ----- | -------- | ----- | -------- | -------- | ----- |
| 2022      | 西武      | 37    | 68    | 65    | 6     | 12    | 4        | 0        | 0        | 16    | 3     | 2     | 1        | 0     | 0     | 3     | 0     | 0     | 21    | 1        | .185  | .221     | .246     | .467  |
| 2023      | 西武      | 59    | 198   | 180   | 17    | 40    | 9        | 0        | 4        | 61    | 12    | 3     | 4        | 2     | 2     | 11    | 1     | 3     | 34    | 3        | .222  | .276     | .339     | .614  |
| 2024      | 西武      | 72    | 239   | 208   | 13    | 38    | 4        | 1        | 2        | 50    | 8     | 10    | 2        | 5     | 0     | 19    | 0     | 7     | 41    | 4        | .183  | .274     | .240     | .514  |
| 通算：3年 | 通算：3年 | 168   | 505   | 453   | 36    | 90    | 17       | 1        | 6        | 127   | 23    | 15    | 7        | 7     | 2     | 33    | 1     | 10    | 96    | 8        | .199  | .267     | .280     | .547  |

- 2024年度シーズン終了時

### 年度別守備成績
| 年 度 | 球 団 | 三塁  | 三塁  | 三塁  | 三塁  | 三塁  | 三塁     | 遊撃  | 遊撃  | 遊撃  | 遊撃  | 遊撃  | 遊撃     | 外野  | 外野  | 外野  | 外野  | 外野  | 外野     |
| 年 度 | 球 団 | 試 合 | 刺 殺 | 補 殺 | 失 策 | 併 殺 | 守 備 率 | 試 合 | 刺 殺 | 補 殺 | 失 策 | 併 殺 | 守 備 率 | 試 合 | 刺 殺 | 補 殺 | 失 策 | 併 殺 | 守 備 率 |
| ----- | ----- | ----- | ----- | ----- | ----- | ----- | -------- | ----- | ----- | ----- | ----- | ----- | -------- | ----- | ----- | ----- | ----- | ----- | -------- |
| 2022  | 西武  | 2     | 2     | 0     | 0     | 0     | 1.000    | 2     | 2     | 8     | 0     | 1     | 1.000    | 30    | 53    | 0     | 0     | 0     | 1.000    |
| 2023  | 西武  | -     | -     | -     | -     | -     | -        | -     | -     | -     | -     | -     | -        | 58    | 109   | 4     | 2     | 0     | .983     |
| 2024  | 西武  | -     | -     | -     | -     | -     | -        | -     | -     | -     | -     | -     | -        | 66    | 136   | 2     | 1     | 1     | .993     |
| 通算  | 通算  | 2     | 2     | 0     | 0     | 0     | 1.000    | 2     | 2     | 8     | 0     | 1     | 1.000    | 154   | 298   | 6     | 3     | 1     | .990     |

- 2024年度シーズン終了時

### 記録
初記録
- 初出場・初先発出場：2022年7月2日、対福岡ソフトバンクホークス10回戦（ベルーナドーム）、「9番・中堅手」で先発出場[9]
- 初打席：同上、2回裏に東浜巨から空振り三振[9]
- 初安打：2022年7月9日、対東北楽天ゴールデンイーグルス13回戦（楽天生命パーク宮城）、5回表に辛島航から中前安打[10]
- 初盗塁：同上、5回表に二盗（投手：辛島航、捕手：太田光）[10]
- 初打点：同上、8回表に鈴木翔天から右前適時打[10]
- 初本塁打：2023年5月16日、対北海道日本ハムファイターズ7回戦（エスコンフィールドHOKKAIDO）、9回表に田中正義から左中間越ソロ[34]

### 背番号
- 122（2021年[4] - 2022年7月1日）
- 63（2022年7月2日[8] - ）